# 중앙자와주

중앙자와주의 위치

중앙자와주(인도네시아어: Provinsi Jawa Tengah)는 인도네시아의 주 가운데 하나로, 자와섬 중부에 위치한다. 주도는 스마랑이며 인구는 32,864,000명(2009년 기준), 면적은 32,548 km2이다. 서쪽으로는 서자와주, 남쪽으로는 인도양과 욕야카르타 특별주, 동쪽으로는 동자와주, 북쪽으로는 자와해와 접한다.
선사 시대인 기원전 170만년 전부터 인류가 살았으며 솔로강 유역에서는 자바 원인이라고 부르는 호모 에렉투스의 유골이 발견되었다. 힌두계 왕국, 불교계 왕국, 이슬람계 술탄국, 네덜란드령 동인도의 식민 통치를 받았고 인도네시아 독립 운동의 중심지이기도 했다.
중앙자와주는 욕야카르타 특별주와 함께 자와 문화의 중심지로 여겨지고 있으며 중앙자와주에 위치한 주요 유적으로는 보로부두르가 있다. 자와족 이외에 순다족, 중국계 인도네시아인, 아랍계 인도네시아인, 인도계 인도네시아인 등이 거주하고 있다.

중앙자와주의 기
중앙자와주의 문장

## 같이 보기
- 서자와주
- 동자와주